# E. B. White
Elwyn Brooks White (Mount Vernon, Nova Iorque, 11 de julho de 1899 — North Brooklin, Maine, 1 de outubro de 1985) foi um escritor norte-americano.
Foi o 6º filho. Estudou na Universidade de Cornell. Trabalhou como repórter e copiador de anúncios até entrar para a revista The New Yorker, em 1926, onde escreveu artigos editoriais. White também contribuiu para a seção Notas e Comentários da revista de 1927 a 1976. Também escreveu para a revista Harper's Bazaar, cujos textos foram reunidos em 1942 no livro One Man's Meat.
White graduou-se em sete faculdades e universidades norte-americanas e foi membro da Academia Americana (American Academy).

## Obras
- The Fox of Peapack
- The Lady is Cold, uma coleção de poemas
- Every Day Is Saturday
- Farewell to Model T
- Is Sex Necessary?, em colaboração com James Thurber
- Quo Vadimus? Or, The Case for the Bicycle
- One Man's Meat
- Once More to the Lake
- The Wild Flag
- The Second Tree from the Corner
- The Points of My Compass
- The Ring of Time
- The Essays of E.B. White
- Letters of E.B. White
- Poems and Sketches of E.B. White
- Here Is New York
- Writings From the New Yorker
- The Elements of Style, com William Strunk Jr.
- A Subtreasury of American Humor

Livros infantis
- 1945 - Stuart Little
- 1952 - Charlotte's Web
- 1970 - The Trumpet of the Swan

## Prêmios
White recebeu a medalha de ouro do Instituto Nacional de Artes e Literatura (National Institute of Arts and Letters) por seus artigos e críticas. Foi também reconhecido com um prêmio Pulitzer especial pelo conjunto de sua obra em 17 de abril de 1978.